# 宜興戰鬥
宜興戰鬥發生於1924年9月10日－18日，地點則是在中國江南。是北洋政府時期內戰之一，交戰兩方為防守的江蘇齊燮元部及浙軍。戰鬥過程，皖軍王普部及史俊玉部幫助齊軍，浙軍敗退。